# 2756 Dzhangar
2756 Dzhangar је астероид главног астероидног појаса са средњом удаљеношћу од Сунца која износи 2,551 астрономских јединица (АЈ).
Апсолутна магнитуда астероида је 13,0.